# Колібрі-німфа колумбійський
Колі́брі-ні́мфа колумбійський (Heliangelus clarisse) — вид серпокрильцеподібних птахів родини колібрієвих (Trochilidae). Мешкає в Колумбії і Венесуелі. Раніше вважалися конспецифічними з аметистовим колібрі-німфою, однак був визнаний окремим видом.

## Опис
Довжина птаха становить 9,4 см, вага 5-8 г. У самців тім'я і верхня частина тіла темно-бронзово-зелені, над дзьобом вузька синьо-зелена пляма, за очима невеликі білі плями. На горлі і верхній частині грудей є рожева пляма, окаймлена знизу білою смугою. Решта нижньої частини тіла темно-охриста, поцяткована округлими зеленими плямами. Центральні стернові пера темно-бронзово-зелені, крайні стернові пера чорнуваті, іноді з блідими кінчиками. Дзьоб прямий, чорнуватий, довжиною 18 мм. У самиць горло тьмяно-коричневе, поцятковане рудуватими або бронзово-зеленими плямками, живіт у них менш плямистий. Забарвлення молодих птахів є подібне до забарвлення самиць. 
У самців підвиду H. c. violiceps обличчя синє, пляма на горлі пурпурова. У самиць цього підвида обличчя тьмяне, коричнева пляма на горлі менша, відділена темно-зеленою смугою від білою смуги на нижній частині грудей. У самців підвиду H. c. verdiscutus обличчя смарагдово-зелене, тім'я темно-бронзово-фіолетове, пляма на горлі зверху окаймлена темною смугою. У самиць пляма на горлі менша, зверху і знизу окаймлена темно-зелено смугою.

## Підвиди
Виділяють три підвиди:
- H. c. violiceps Phelps, WH & Phelps, WH Jr, 1953 — гори Сьєрра-де-Періха на кордоні Колумбії і Венесуели;
- H. c. verdiscutus Phelps, WH & Phelps, WH Jr, 1953 — гірський масив Тама[en] на кордоні Колумбії і Венесуели;
- H. c. clarisse (Longuemare, 1841) — Східний хребет Колумбійських Анд (від північного Сантандера до Кундінамарки) і гори на заході Венесуели (Тачира).

## Поширення і екологія
Колумбійські колібрі-німфи живуть на узліссях вологих гірських тропічних лісів, хмарних і карликових лісів, у високогірних чагарникових заростях в долинах гірських струмків і на високогірних луках парамо. Зустрічаються на висоті від 1800 до 3600 м над рівнем моря. Ведуть переважно осілий спосіб життя.
Колумбійські колібрі-німфи живляться нектаром квітів, а також комахами, яких ловлять в польоті. Захищають кормові території, багаті на нектар. Шукають їжу на висоті до 6 м над землею. Сезон розмноження триває з травня по серпень. Гніздо чашоподібне, робиться з тонких рослинних волокон і моху, підвішується під листом, що закриває його від дощу. В кладці 2 яйця.